# Сыкульский, Казимеж
Казимеж Сыкульский (пол. Kazimierz Sykulski; 29 декабря 1882, Коньске, Свентокшиское воеводство — 11 декабря 1941, концлагерь Освенцим, Верхняя Силезия) — блаженный Римско-католической церкви, священник, мученик. В 1920 году был депутатом Законодательного сейма Польской Республики. Входит в число 108 блаженных польских мучеников, беатифицированных римским папой Иоанном Павлом II во время его посещения Варшавы 13 июня 1999 года.

## Биография
Родился в Конске, Радомская губерния, Российская империя. С 1899 года обучался в Духовной семинарии в Сандомире, где 2 июля 1905 года был рукоположён в сан священника. С 1908 по 1911 год учился в Духовной академии в Санкт-Петербурге, Россия, которую закончил с дипломом кандидата теологии.
Во время советско-польской войны 1919—1921 годах служил в армии капелланом. В 1919—1922 годах был депутатом Законодательного сейма Польской Республики. В январе 1920 года служил в католическом приходе святого Николая в городе Коньске, с 1921 года был настоятелем прихода Непорочного зачатия Девы Марии в Радоме.
После начала Второй мировой войны в 1939 году помогал беженцам и перемещённым лицам. 1 октября 1941 года был арестован гестапо и впоследствии депортирован в концентрационный лагерь Освенцим, где был расстрелян 11 декабря 1941 года. Его концентрационный номер — 21962.

## Прославление
13 июня 1999 года был беатифицирован римским папой Иоанном Павлом II вместе с другими польскими мучениками Второй мировой войны.
День памяти — 12 июня.

## Источник
- Życie, dzieło, męczeństwo ks. Kazimierza Sykulskiego, red. Krzysztof Zemeła, Grzegorz Miernik, wyd. PiS, Skarżysko — Kamienna 1999, стр. 300